# China (Schiff, 1857)
Die China war eine Bark  mit 889 BRT. Sie wurde 1857 als Segel-Fregatte von der Werft Oltmanns in Brake für die Oldenburgische Rhederei-Gesellschaft, Brake, gebaut. Sie wurde 1874 zu einer Bark umgebaut.

## 1880, Fahrt durch den Orkan
Am 10. März 1880 verließ sie mit 5325 Fässern Petroleum New York. Im Atlantischen Ozean geriet sie in einen Orkan. Das Schanzkleid der Bordwand wurde weggerissen, die Kombüse ging über Bord, das Ruder war gebrochen, Segel gingen verloren und 2,10 m hoch stand das Wasser im Schiff. Vier Mann der 18-köpfigen Besatzung wurden erheblich verletzt. 60 Stunden brauchte die Mannschaft zum Lenzen des Wassers. Bei einer Flaute wurden neue Segel angeschlagen (befestigt) und ein Notruder gebaut, bei dem die Leittrossen bei neuem aufkommenden Sturm rissen. Nach einer Wetterbesserung wurden fünf weitere Notruder gebaut, die aber brachen, bis der Zimmermann ein richtiges Ruder erstellte und dieses nach vier Monaten schlecht Wetter außenbords angebracht werden konnte. Am 14. Mai. kreuzte sie die Weser II vom NDL und die übergab Proviant. Der Segler Talisman überholte die China und wurde gebeten die Lage weiterzumelden. Am 26. Mai 1880 – nach 76 Tagen – erreichte die Bark Bremerhaven. Kapitän Jordan erhielt eine persönliche Belohnung von 500 Mark (= rund 167 Taler, um 700 Mark betrug das durchschnittliche Jahresentgelt) von der Versicherung, die er an die Besatzung verteilte.